# 檸檬 (アルバム)
『檸檬』（れもん）は、BURNOUT SYNDROMESのメジャー1枚目のアルバム。2016年11月9日にEPICレコードジャパンから発売。

## 概要
バンドとしては初のフルアルバム。アルバム作品としては「文學少女」から1年6ヵ月ぶりのリリースとなる。
完全生産限定盤、初回生産限定盤、通常盤の3形態でのリリースとなり、完全生産限定盤にはハイキュー!!のバンダナが、初回生産限定盤には「FLY HIGH!!」「ヒカリアレ」のミュージックビデオを収録したDVDが付属している。

## 収録曲
1. 檸檬
本作のタイトルチューン。題名の由来は梶井基次郎の短編小説『檸檬』から。曲中にモデスト・ムソルグスキーの組曲『展覧会の絵』よりプロムナードが引用されている。[1]
仮タイトルは「創世記」[1]
2. Bottle Ship Boys
3. FLY HIGH!!
1stシングル。テレビアニメ『ハイキュー!! セカンドシーズン』第2クールオープニングテーマ
4. アタシインソムニア
5. エレベーターガール
歌詞中の台詞は声優の名塚佳織が担当した。[1]
6. ナイトサイクリング
7. 君は僕のRainbow
8. 君のためのMusic
9. ヒカリアレ
2ndシングル。テレビアニメ『ハイキュー!! 烏野高校 VS 白鳥沢学園高校』オープニングテーマ。
10. 人工衛星
11. エアギターガール
1stシングル「FLY HIGH!!」のカップリング曲。
12. タイムカプセルに青空を
13. Sign